# Gunan il guerriero
Pour plus de détails, voir Fiche technique et Distribution.
Gunan il guerriero est un péplum médiéval fantastique italien réalisé par Francesco Prosperi et sorti en 1982.

## Synopsis
Le barbare Nuriak attaque le village des Socmen et tue leur roi Nantuk, tandis que sa femme engendre des jumeaux, qui seront sauvés par la nourrice des Amazones. Les deux jumeaux grandissent en se défiant pour savoir lequel des deux vengera le vieux Nantuk, et deviendra ce faisant son héritier. Le plus fort et le plus audacieux des deux part à la recherche de Nuriak, mais il se fait tuer par le barbare...

## Fiche technique
Sauf indication contraire, les informations mentionnées dans cette section peuvent être confirmées par la base de données cinématographiques IMDb,  présente dans la section « Liens externes ».
- Titre original italien : Gunan il guerriero[1]
- Réalisation : Francesco Prosperi (sous le nom de « Frank Shannon »)
- Scénario : Piero Regnoli
- Photographie : Pasquale Fanetti
- Montage : Alessandro Lucidi (it)
- Musique : Roberto Pregadio
- Production : Pino Buricchi
- Société de production : Leader Films
- Pays de production :  Italie
- Langue originale : italien
- Format : Couleur par Telecolor - Son mono - 35 mm
- Durée : 85 minutes (1 h 25[1])
- Genre : Médiéval fantastique
- Dates de sortie :
  - Italie : 9 septembre 1982

## Distribution
- Pietro Torrisi : Zukahn / Gunan
- Malisa Longo : Marga
- Giovanni Cianfriglia : L'homme sans nom
- Emilio Messina : Nuriak
- Rita Silva : La reine de Kuniat
- Fortunato Arena : Mevian
- Franco Galizi
- Philip Banks
- Alba Maiolini : La sage-femme
- Sabrina Siani : Lenni
- Ennio Antonelli : (non crédité)
- Bruno Di Luia : L'acolyte de Nuriak

## Production
Le film réutlise des extraits du film britannique Un million d'années avant J.C..